# James B. Frazier

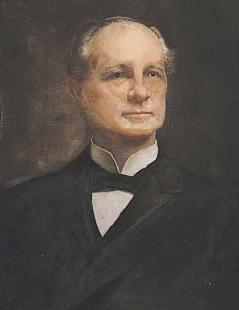

James Beriah Frazier (ur. 18 października 1856 w Pikeville w stanie Tennessee, zm. 28 marca 1937 w Chattanoodze w stanie Tennessee) – amerykański polityk, działacz Partii Demokratycznej, prawnik, ojciec kongresmena Jamesa B. Fraziera Jr.
Między 19 stycznia 1903 a 21 marca 1905 pełnił funkcję gubernatora Tennessee. Od 21 marca 1905 do 3 marca 1911 był senatorem 1. klasy z Tennessee. 
W 1883 poślubił Louise Douglas Keith. Para miała czworo dzieci.